# Staufen (Bregenzerwaldgebirge)
Der Staufen (im lokalen Dialekt ['ʃtoufə]) ist ein 1.465 Meter hoher Berg im äußersten Westen des Bregenzerwaldgebirges, der sich vom Fuße des Vorarlberger Rheintals erhebt. Vielfach wird die Bergspitze aufgrund ihrer markanten alleinstehenden Form als Hausberg Dornbirns bezeichnet, obwohl der Gipfel des Berges auf der Gemeindegrenze zwischen den Städten Dornbirn und Hohenems liegt. Mit dem eigentlichen Dornbirner Hausberg, dem 971 Meter hohen Karren ist der Staufen über einen Berggrat verbunden.

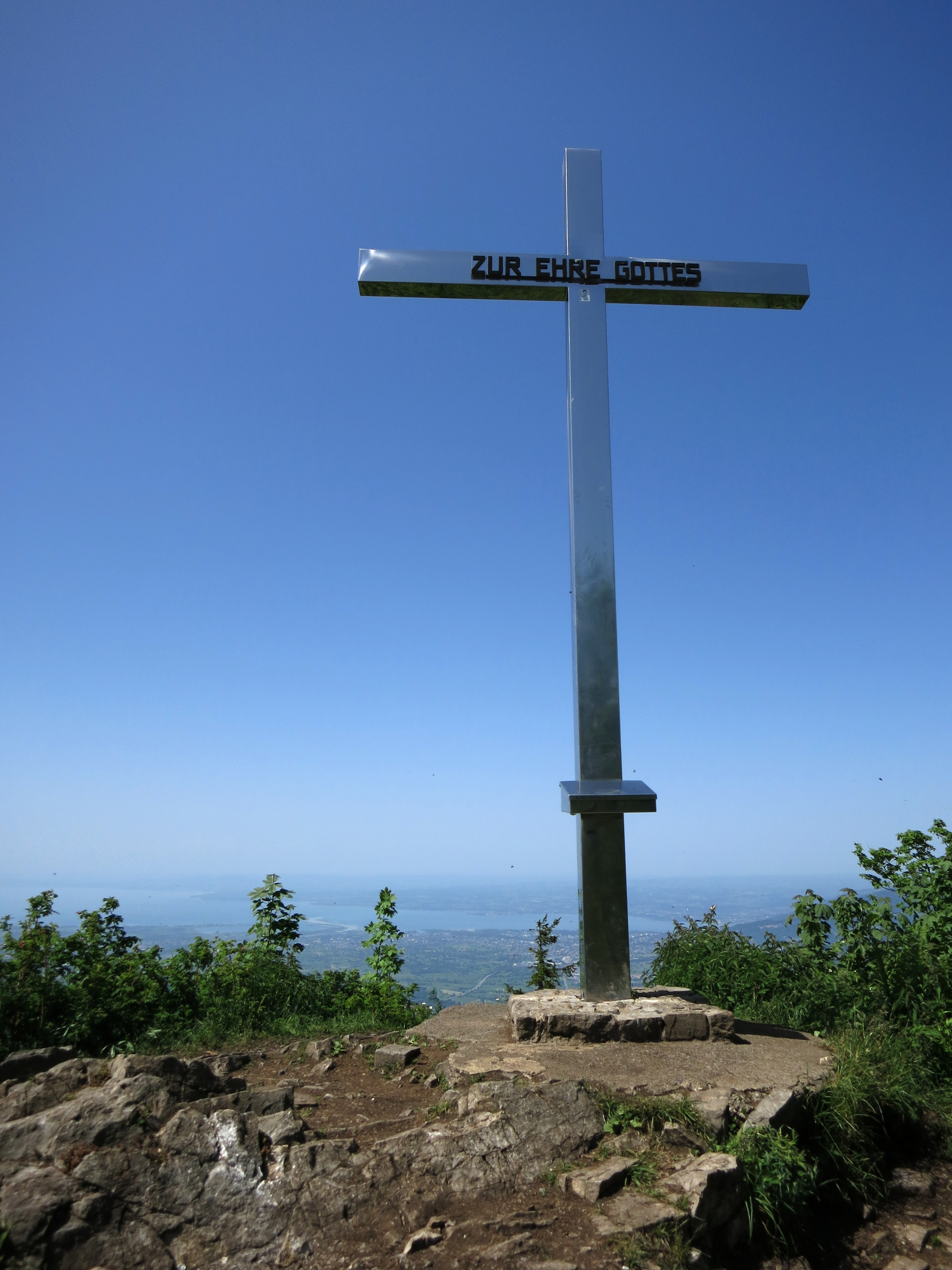
Auf dem Gipfel des Staufen

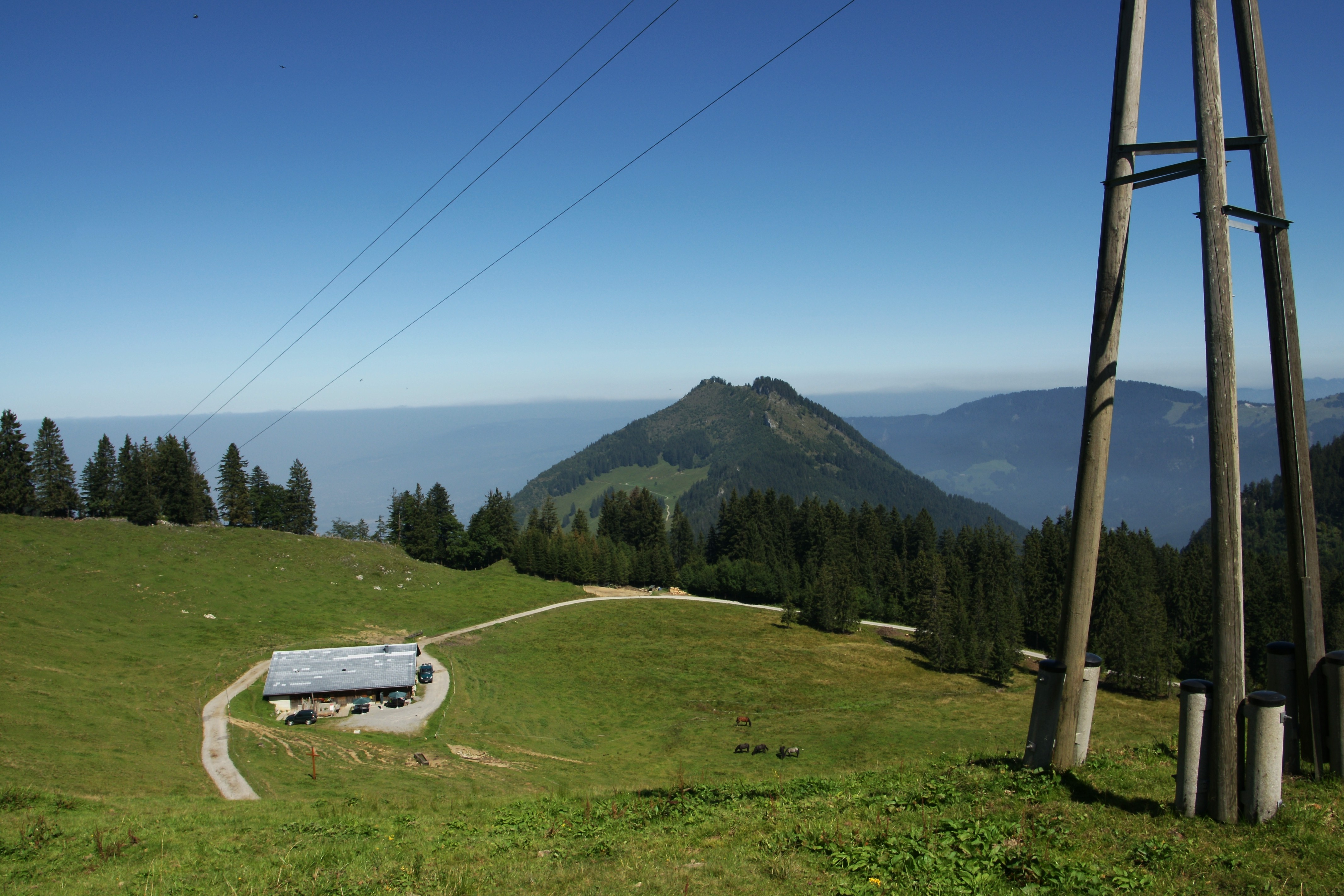
Blick von der Hinterbergalpe auf die Südseite des Staufens

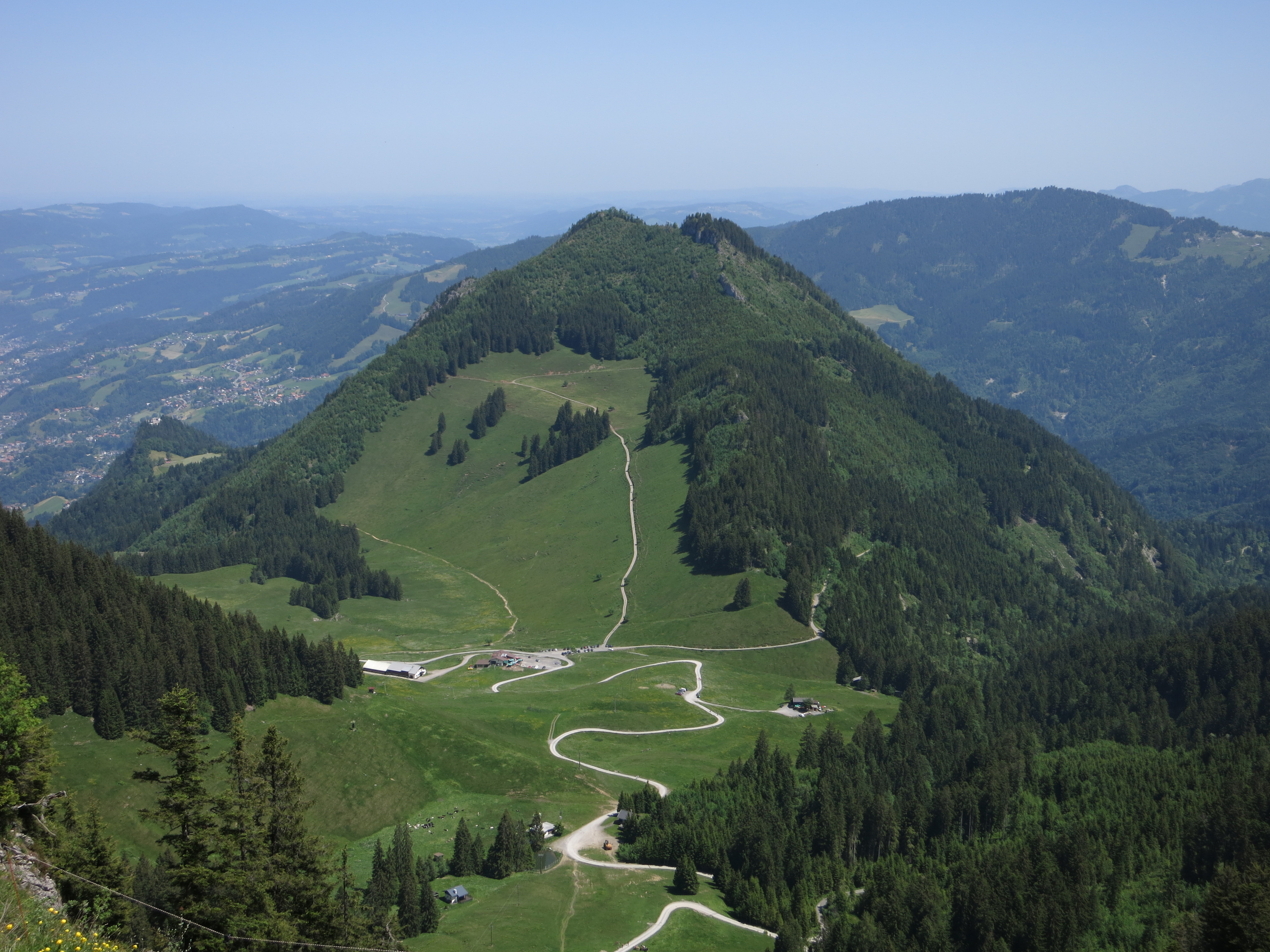
Ansicht von Süden